# 馬克西米利安·德·博阿爾內
馬克西米利安·德·博阿爾內（德語：Maximilian de Beauharnais，1817年10月2日—1852年11月1日），洛伊希滕貝格公爵，法國軍官歐仁·德·博阿爾內的次子。

## 家庭
1839年，馬克西米利安與俄羅斯的瑪麗亞·尼古拉耶芙娜結婚，兩人共有4子3女：
1. 亞歷山德拉（1840年—1843年），夭折
2. 瑪麗亞（1841年—1914年），德意志首相馬克西米連·馮·巴登的母親
3. 尼古拉（1843年—1891年），洛伊希滕貝格公爵
4. 歐金妮亞（英语：Princess Eugenia Maximilianovna of Leuchtenberg）（1845年—1925年）
5. 歐根（英语：Eugen Maximilianovich, 5th Duke of Leuchtenberg）（1847年—1901年），洛伊希滕貝格公爵
6. 謝爾蓋（俄语：Сергей Максимилианович, герцог Лейхтенбергский）（1849年—1877年），於俄土戰爭中喪生
7. 格奧爾基（1852年—1912年），洛伊希滕貝格公爵